# Paróquia Nossa Senhora da Paz
A paróquia Nossa Senhora da Paz (em italiano Madonna della Pace) é uma circunscrição eclesiástica da Igreja Católica na cidade de São Paulo, Brasil.
Foi erigida em 24 de abril de 1940, no dia da Páscoa, com o objetivo inicial de acolher imigrantes italianos. Atualmente, a mesma permanece em seu propósito inicial, porém abrangendo também imigrantes, migrantes e refugiados de outras nacionalidades e busca também prestar auxílio aos moradores da região. 
A região do Glicério, é marcada atualmente por elementos como o desemprego, a degradação familiar, pobreza, conflitos de gerações e outros problemas que afetam, particularmente, a juventude como, por exemplo, o uso de drogas ilícitas, o alcoolismo e a violência. Por isso e pela sua importância histórica foi tombada pelo Condephaat – Conselho de Defesa do Patrimônio Histórico Arqueológico, Artístico e Turístico.
A paróquia Nossa Senhora da Paz celebra missas (em português, italiano, francês, inglês e espanhol), confissão, casamentos, batizados e primeira comunhão (ver seção “Atividades e serviços” para mais detalhes).
Em 2015, a paróquia Nossa Senhora da Paz recebeu, diariamente, dezenas de imigrantes desempregados na capital paulista. A maior parte era haitiana vinda do Acre, devido à frequentes enchentes no estado. O norte do Brasil pode ser considerado a porta de entrada para muitos imigrantes que buscam trabalhar, encontrar novas oportunidades e servir como mão de obra para empresas e organizações do Sul e do Sudeste.

## História

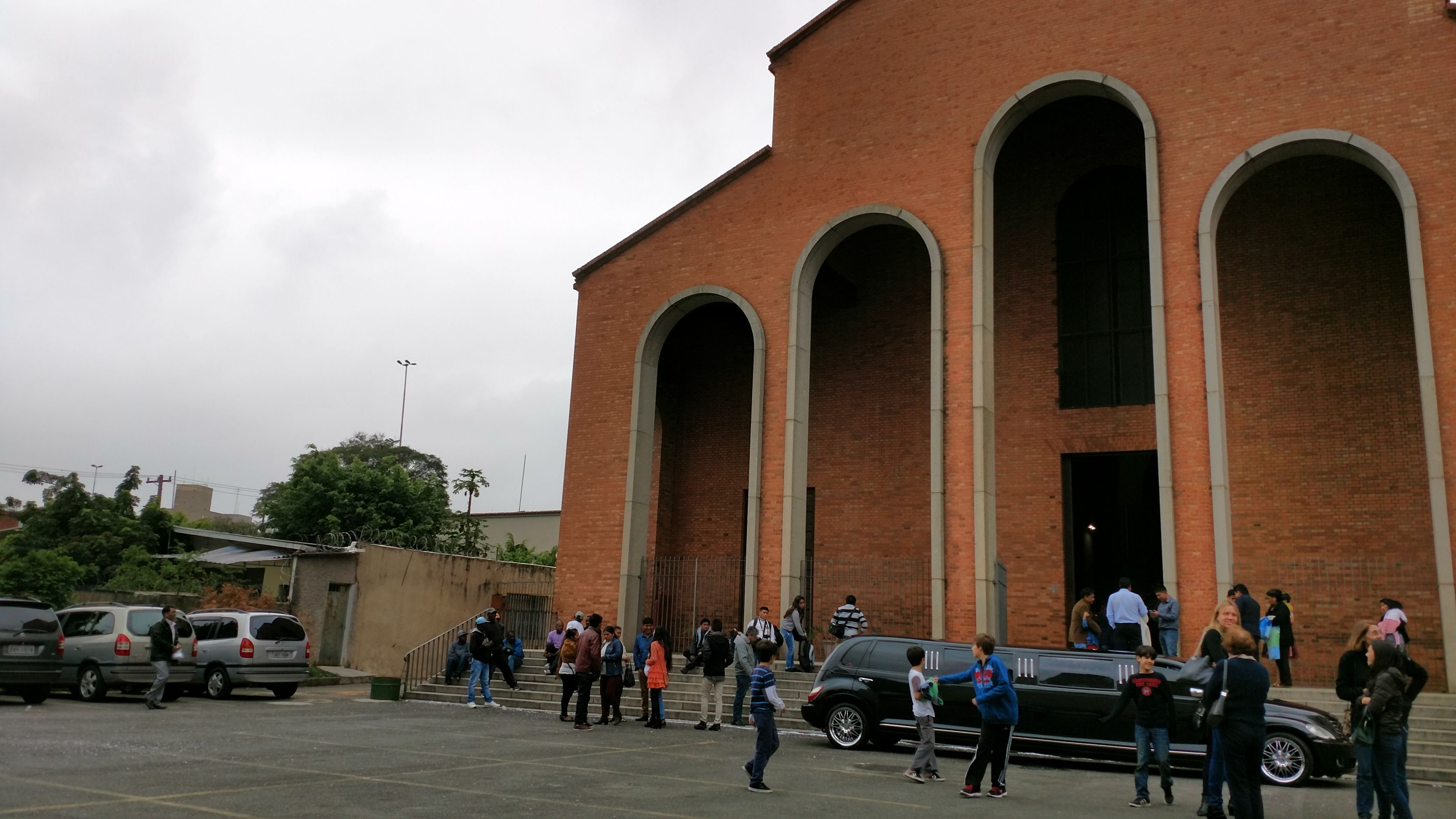
Pátio com a Paróquia Nossa Senhora da Paz, em São Paulo (SP), ao fundo. Ao lado esquerdo, o estacionamento.

A Paróquia Nossa Senhora da Paz nasceu com a Congregação dos Missionários Escalabrinianos. Desde a metade do século XIX, missionários italianos fundavam igrejas no Brasil para apoiar os imigrantes de mesma nacionalidade. Os templos foram construídos principalmente nos estados de São Paulo, Rio Grande do Sul e Paraná. Porém, a Paróquia Nossa Senhora da Paz se insere nas ações de cuidado pastoral dos padres pertencentes a Congregação fundada por João Batista Scalabrini em Piacenza no dia 28 de novembro de 1887. O nascimento da Congregação neste dia foi marcada pelo envio missionário pelo bispo Scalabrini de dez pessoas entre padres e irmãos religiosos, sobretudo, para regiões dos Estados Unidos e do Brasil. Com a chegada dos missionários em seus destinos, abriam-se as primeiras missões escalabrinianas. Os Estados brasileiros que desembarcam os sete missionários destinados por Scalabrini foram: Curitiba, Espírito Santo, Rio de Janeiro e São Paulo. Scalabrini morreu em 1905, mas antes de sua morte a sua Congregação expandia. Em São Paulo, os missionários escalabrinianos fixaram residências nos bairros Ipiranga e Vila Prudente. A atenção dos missionários foi dada, sobretudo, a massiva presença da imigração italiana nas fazendas de café, substitutos do trabalho escravo, e aos órfãos que não eram assistidos pelos poderes públicos e privados.
Com o projeto motivado pela rela busca de renovação institucional da presença dos missionários escalabrinianos em São Paulo, o padre Francisco Milini buscou orientar essa presença com foco na compreensão religiosa dos italianos que viviam em São Paulo. No local onde se instalaria a futura Paróquia, era marcado na época por uma forte presença italiana. Então, em 1936, o padre Milini expôs o projeto ao arcebispo Dom Duarte. Com a ajuda e apoio das famílias italianas, situada em um local privilegiado para assistência integral, iniciam os trabalhos de construção da igreja da Paróquia Nossa Senhora da Paz, que nasceu como uma pequena igreja no centro de São Paulo, e tinha como objetivo dar apoio aos imigrantes italianos. O Arcebispo de São Paulo, Dom Duarte Leopoldo e Silva, teve permissão para construir o templo em 1936 e sua construção foi finalizada em 1940.
A fundação oficial da igreja foi em 24 de março de 1940, dia de Páscoa. A nomeação do primeiro pároco foi Pe. Mário Rimondi, em 29 de maio do mesmo ano. A pedra fundamental foi lançada em 20 de outubro de 1940, em cerimônia que contou com a participação do Arcebispo Dom José Gaspar de Afonseca e Silva.
A casa religiosa cresceu nos anos seguintes, com a ajuda dos padres Missionários de São Carlos, que construíram escolas, creches, clínicas médicas e dentárias, escolas noturnas de aperfeiçoamento técnico, e também organizavam eventos culturais e recreativos.
O templo acabou ficando conhecido como Igreja dos Italianos, mas desde cedo já acolhia imigrantes e migrantes de outras nacionalidades. Uma das personalidades a visitar a igreja foi o presidente italiano Giovanni Gronchi, em 1958.

## Quem é Nossa Senhora da Paz

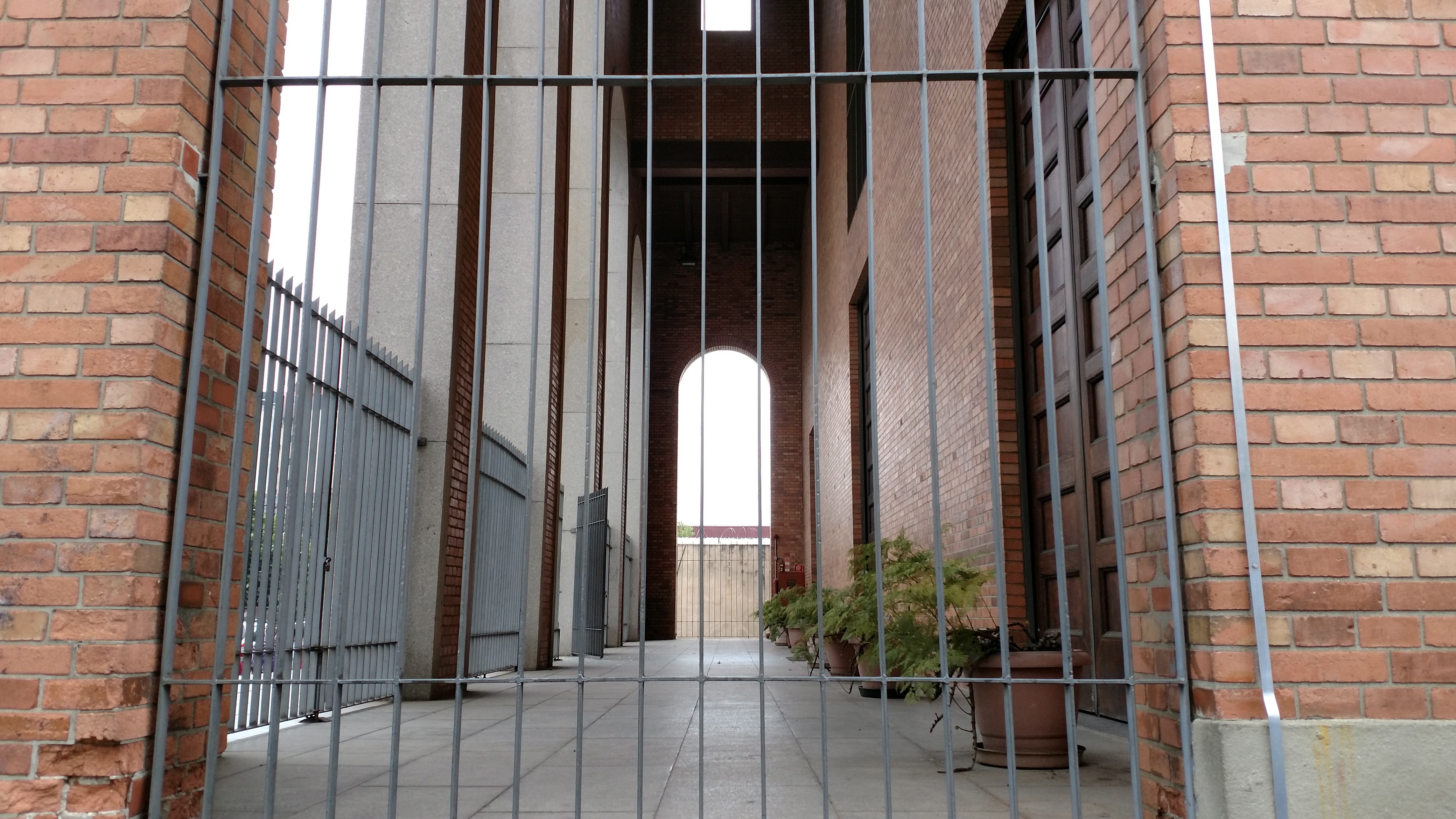
Vista da lateral direita da paróquia.

A primeira história de Nossa Senhora da Paz (ou Rainha da Paz) que temos notícia aconteceu em El Salvador, país que a definiu como padroeira da nação.
Tudo começou em 1682, quando a Vila do Mar do Sul estava em guerra com vilas vizinhas. Nesse ano, alguns comerciantes encontraram uma caixa de madeira ornamentada e muito bem fechada. Como não conseguiram abri-la nem com ferramentas, deduziram que se tratava de algo muito valioso e decidiram ir até a cidade de São Miguel para tentar resgatar o que havia dentro da caixa. Chegando em São Miguel, o burro que levava o artefato parou na frente da igreja da cidade, deitou e não quis prosseguir a viagem. Os comerciantes tentaram abrir a caixa novamente e, para o espanto de todos, eles conseguiram fazê-lo e descobriram no interior da caixa uma imagem de Maria com o menino Jesus nos braços. Até hoje, não se sabe a origem dos objetos. Quando os povos inimigos souberam da história, entenderam que aquilo era um sinal divino e declararam paz imediatamente. E por conta desse feito a imagem recebeu o nome de Nossa Senhora da Paz.
Outro milagre da santa ocorreu também em El Salvador, quando o vulcão Chaparrastique entrou em erupção. A lava veio em direção à cidade de São Miguel. Os moradores da cidade rezaram para a Nossa Senhora da Paz e a lava se desviou. Até hoje, na região em que a lava mudou seu curso, existe uma vila chamada Milagro de la Paz.

## Missão Paz
Nos últimos anos, o Brasil se tornou uma das opções viáveis e baratas de refugiados. Além disso, desde muito cedo o país abarca imigrantes de nacionalidades diversas. Por isso, o projeto Missão Paz é tão importante em um país com esse contexto. A missão busca acolher refugiados e imigrantes que chegam ao país legal ou ilegalmente ao país. Os responsáveis pela missão atualmente são os padres Antenor Dalla Vecchia, Irmani Paulo Borsato e Paolo Parise. A missão também conta com o trabalho de colaboradores e voluntários. 
A Missão Paz possui 4 eixos principais: as Paróquias (italiana, brasileira e latino-americana); a Casa do Migrante; Centro de Pastoral e Mediação dos Migrantes; Centro de Estudos Migratórios. As Paróquias destacam a dinâmica do celebrar a fé dos imigrantes em suas próprias línguas. Por isso, no mesmo espaço celebrativo, existe uma grande diversidade interna à mesma religião católica. A Casa do Migrante é um abrigo com capacidade de acolher 110 pessoas, oferece atendimento social e psicológico, alimentação, higiene pessoal, aula de português, brinquedoteca, sala de audiovisual. A Casa é um espaço de acolhida temporário, os imigrantes são neste espaço acompanhados pela equipe sob coordenação de profissional da área de Serviço Social. Já o Centro de Pastoral e Mediação dos Migrantes cuida dos serviços de documentação, atendimento médico, jurídico, psicológico, educacional - aulas de português e cursos profissionalizantes, por exemplo -, encontro entre empresas e imigrantes, etc. E por fim mas não menos importante, o Centro de Estudos Migratórios, possui uma biblioteca especializada e aberta ao público, promove seminários, grupos de estudos, cursos à distância, edição de livros e subsídios, preservação da memória, edição da Revista Travessia, palestras através dos Diálogos do CEM e Web Rádio Migrante.

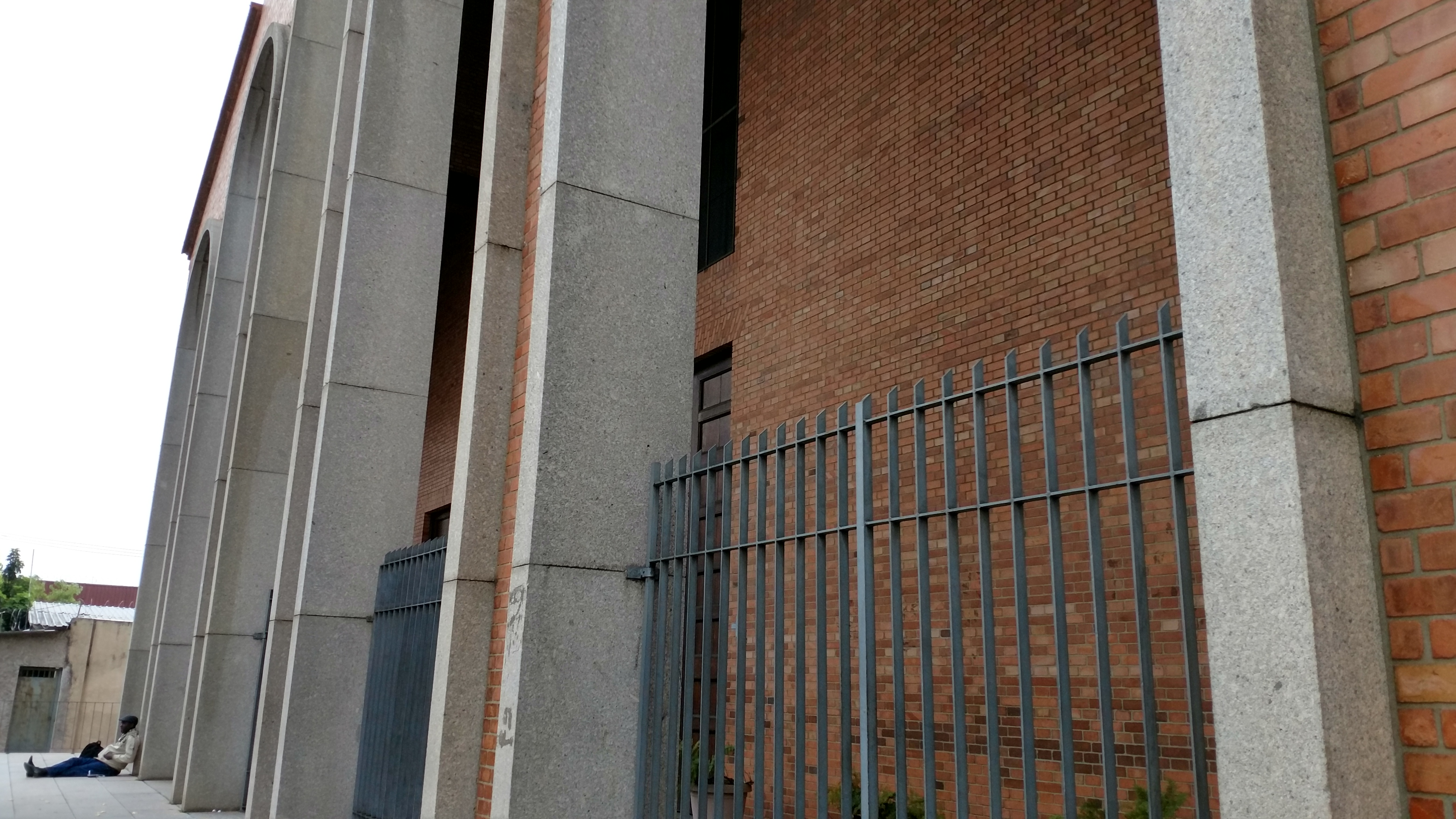
Os arcos de concreto da paróquia.

De acordo com o padre Paolo Parise, os imigrantes transportam consigo desafios conectados à sociedade e à política migratório do país de destino. "O governo do Estado Acre, financiado com recursos federais, freta os ônibus e os envia para São Paulo. Falta pensar no destino, pois a demora da emissão de carteiras de trabalho dificulta encontrar um trabalho e expõe os imigrantes, em especial os haitianos, a trabalhos informais durante a espera", afirmou. E completa: "No caso do Brasil, existe uma lei migratória da época da ditadura militar, que não olha para o migrante a partir da lógica dos direitos humanos. Além disso, falta uma política migratória coerente, planejada. Assistimos a algumas ações, até bem intencionadas, mas fragmentadas e sem visão global".
Além disso, Padre Paolo esclarece que o abrigo está com mais do dobro de pessoas que a capacidade permite manter e, por este motivo, as contas de água e de luz estão com valor mais elevado do que o usual.
Em 2015, algumas das principais nacionalidades atendidas pela missão eram: República Democrática do Congo, Angola, Nigéria, Togo, Mali, Haiti e Síria. Neste mesmo ano, houve um mutirão de emissão de carteiras de trabalho com o Ministério do Trabalho no espaço da Missão Paz como medida emergencial para apoiar o fluxo intenso da comunidade haitiana que buscava os serviços oferecidos pela instituição.
A primeira tarefa da Missão Paz é ajudar as pessoas a agendar uma visita à Polícia Federal a fim de conseguir a documentação necessária para que a pessoa viva legalmente no país. O segundo passo é oferecer curso de língua portuguesa e cursos profissionalizantes. E dessa forma o projeto pode proporcionar o primeiro contato do refugiado ou imigrante com o mercado de trabalho.
A Missão Paz oferece assistência médica, psicológica e educacional, além de uma brinquedoteca.

## Atividades e serviços
A Paróquia Nossa Senhora da Paz promove: missas (em português, italiano, francês e espanhol), sessões para confissões, sacramentos, batizados, crismas, primeira comunhão e curso para noivos.  
As missas acontecem em diferentes horários, sendo dividido de acordo com a língua falada na missa, da seguinte forma: 
- Em português: de segunda a sábado 19h00; Domingo 8h00, 9h30 e 19h00;
- Em italiano: 1º domingo do mês às 11h00;
- Em francês: 3º domingo do mês às 11h00;
- Em espanhol: último domingo do mês às 12h00;

- Confissões: de segunda a domingo das 18h00 às 19h00.[7]

## Arquitetura

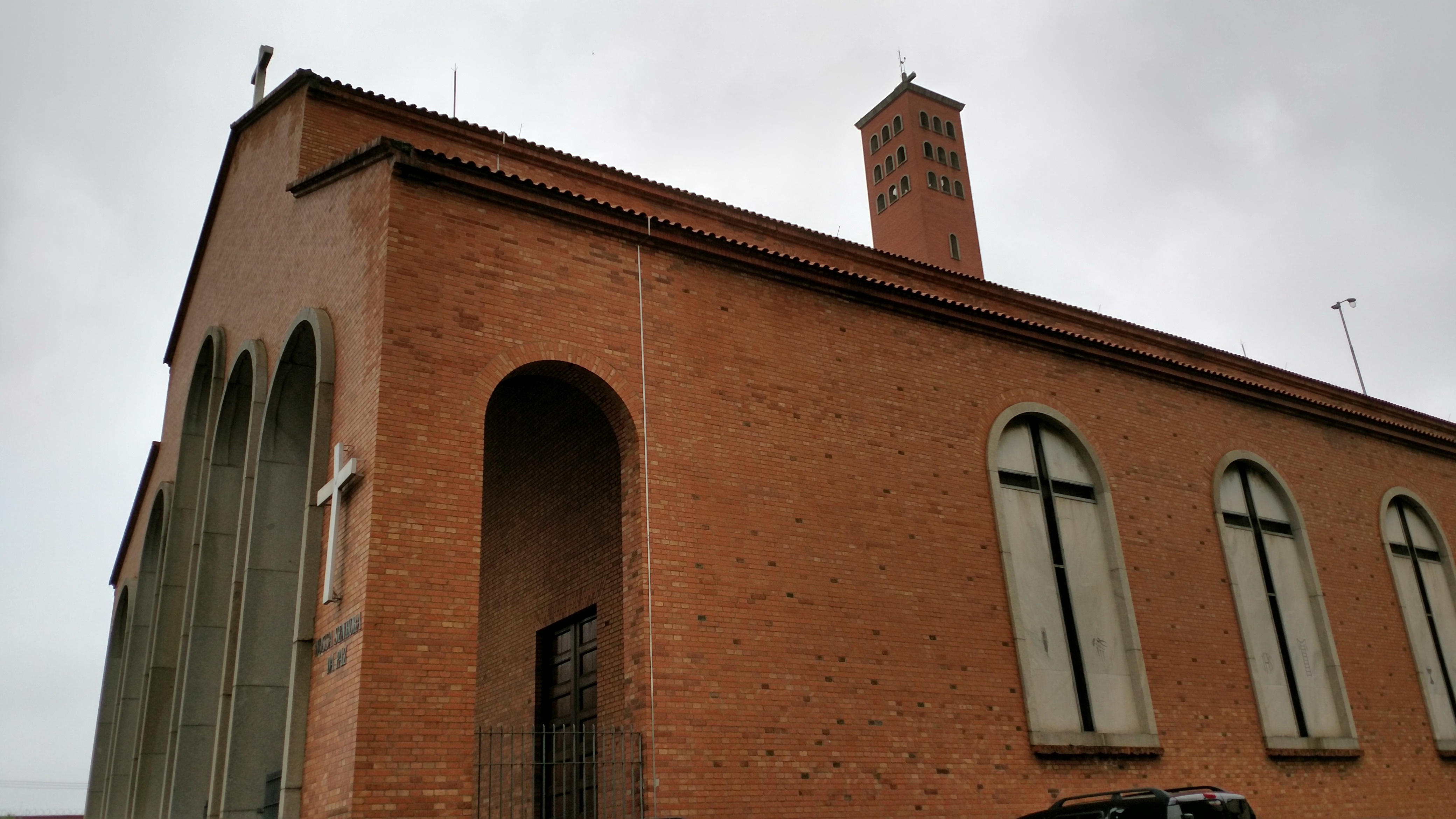
Face lateral da Paróquia Nossa Senhora da Paz.

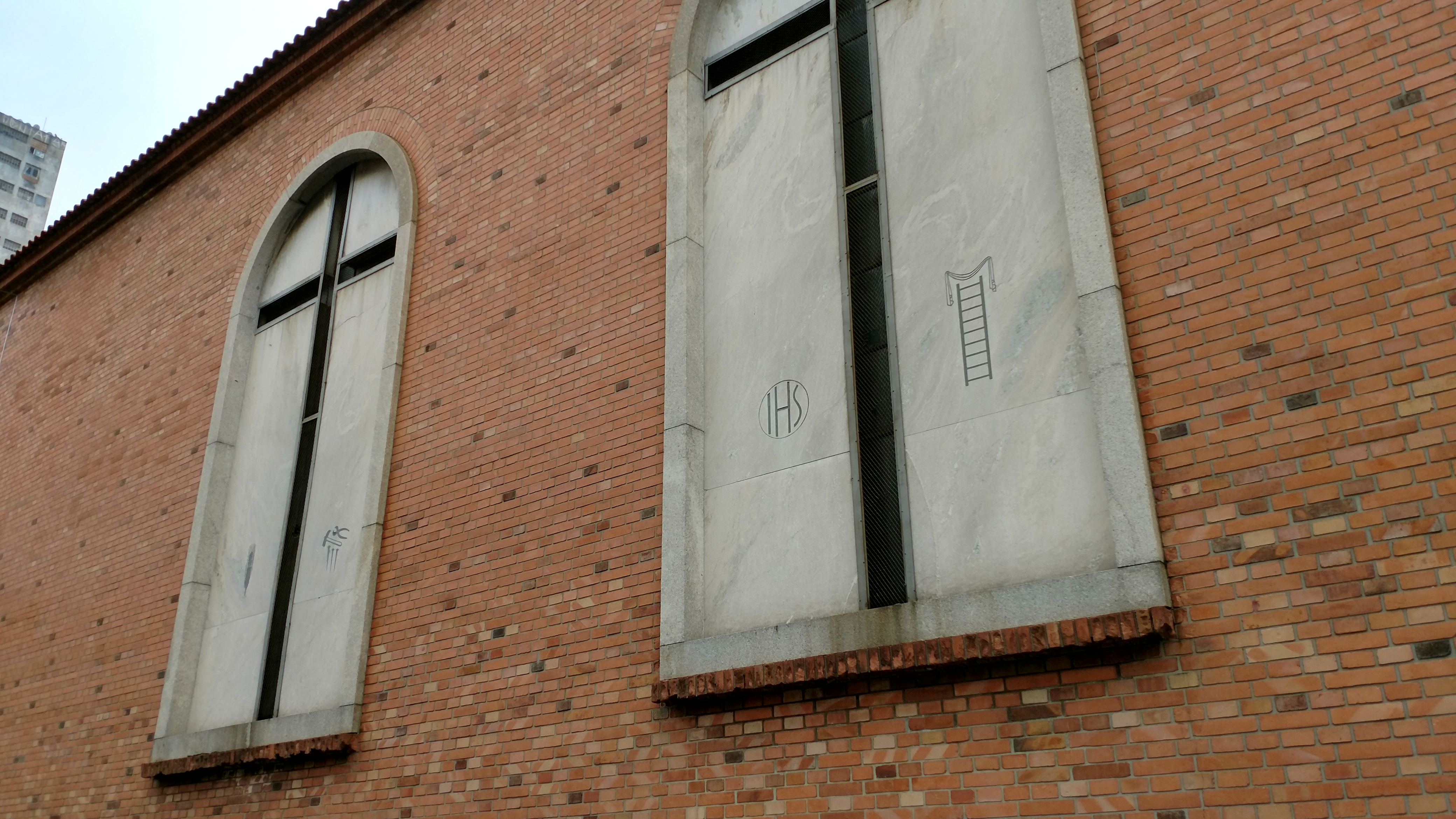
Detalhe de duas das janelas da face lateral.

O arquiteto responsável pela Paróquia Nossa Senhora da Paz foi Leopoldo Pettini. Sua obra dialoga muito com a arte greco-romana. A construção está sobre um patamar elevado, com uma fachada simétrica, tijolos aparentes despida de quaisquer ornamentos, além disso possui cinco arcos de volta inteira unindo seis colunas, formando o pronau (espaço de transição entre o profano (a rua) e o sagrado (o interior da igreja)).
A construção possui 18 metros de altura, 25 metros de largura e 49 metros de comprimento, ocupando uma área de 1225m². Sua estrutura se encontra bem conservada, principalmente os afrescos de Fulvio Pennacchi (considerado um dos maiores muralistas do país durante o século XX) e as esculturas de Galileo Emendabili.
A paróquia tem capacidade para abrigar 368 pessoas sentadas e 200 em pé, sendo que a cada missa a igreja recebe em média 350 fiéis.
Sob o interior há uma abóbada de berço; as duas naves laterais possuem 8 capelas. A nave central possui grande espaço longitudinal, com o altar-mor em uma de suas extremidades. Nele, há uma escultura de Maria com o menino Jesus nos braços, com 3,5 metros de altura. Já os afrescos, atrás da escultura, possuem 3 metros. Entre os afrescos há uma imagem de Cristo crucificado com 7 metros de altura.

### Tombamento
A Paróquia Nossa Senhora da Paz teve seu pedido de tombamento aprovado pelo colegiado do Condephaat - Conselho de Defesa do Patrimônio Histórico, Arqueológico, Artístico e Turístico do Estado, em sessão ordinária do dia 26 de novembro de 2012.
Segundo artigos 142 e 146 do Decreto 13.426.  de  16.03.79, a arquitetura da paróquia não pode ser modificada sem autorização prévia do Condephaat. Caso a objeção seja desrespeitada, serão cumpridas as sanções penais previstas no  artigo 63 da Lei Federal 9605, de 12 de dezembro de 1998, as sanções administrativas previstas na Lei Estadual 10.774, de 1 de março de 2001, regulamentada pelo Decreto Estadual 48.439, de 21 de dezembro de 2004.

## Oração de Nossa Senhora da Paz
" Ó Maria, doce Mãe de Jesus Cristo, o Príncipe da Paz, eis, a vossos pés, vossos filhos tristes, perturbados e cheios de confusão, pois afastou-se de nós a paz, por causa de nossos pecados.
Intercedei por nós, para que fiquemos em paz com Deus e com nosso próximo, por vosso filho Jesus Cristo. Ninguém pode dá-la senão vosso filho Jesus Cristo que recebemos de vossa mão.
Quando nasceu em Belém, os anjos nos anunciaram a paz, e quando Jesus abandonou o mundo, no-la prometeu e deixou-a como sua herança.
Vós, ó Bendita, que trazeis sobre os vossos braços o Príncipe da Paz, mostrai-nos este Jesus e deixai-o em nosso coração.
Ó Rainha da Paz, estabelecei entre nós o vosso Reino, e reinai com Vosso Filho no meio de vosso povo que, cheio de confiança, se recomenda à vossa proteção.
Afastai para longe de nós os sentimentos de amor próprio, expulsai de nós o espírito de inveja, de maldição e de discórdia.
Fazei-nos humildes na fortuna, fortes em paciência e caridade nos sofrimentos, firmes e confiantes na Divina Providência.
Abençoai-nos dirigindo os nossos passos no caminho da paz, da união e da mútua caridade, para que, formando aqui a vossa família, possamos do Céu bendizer-vos, e a vosso Divino Filho Jesus, por toda a eternidade. Nossa Senhora da Paz, rogai por nós. Amém." 

## Galeria

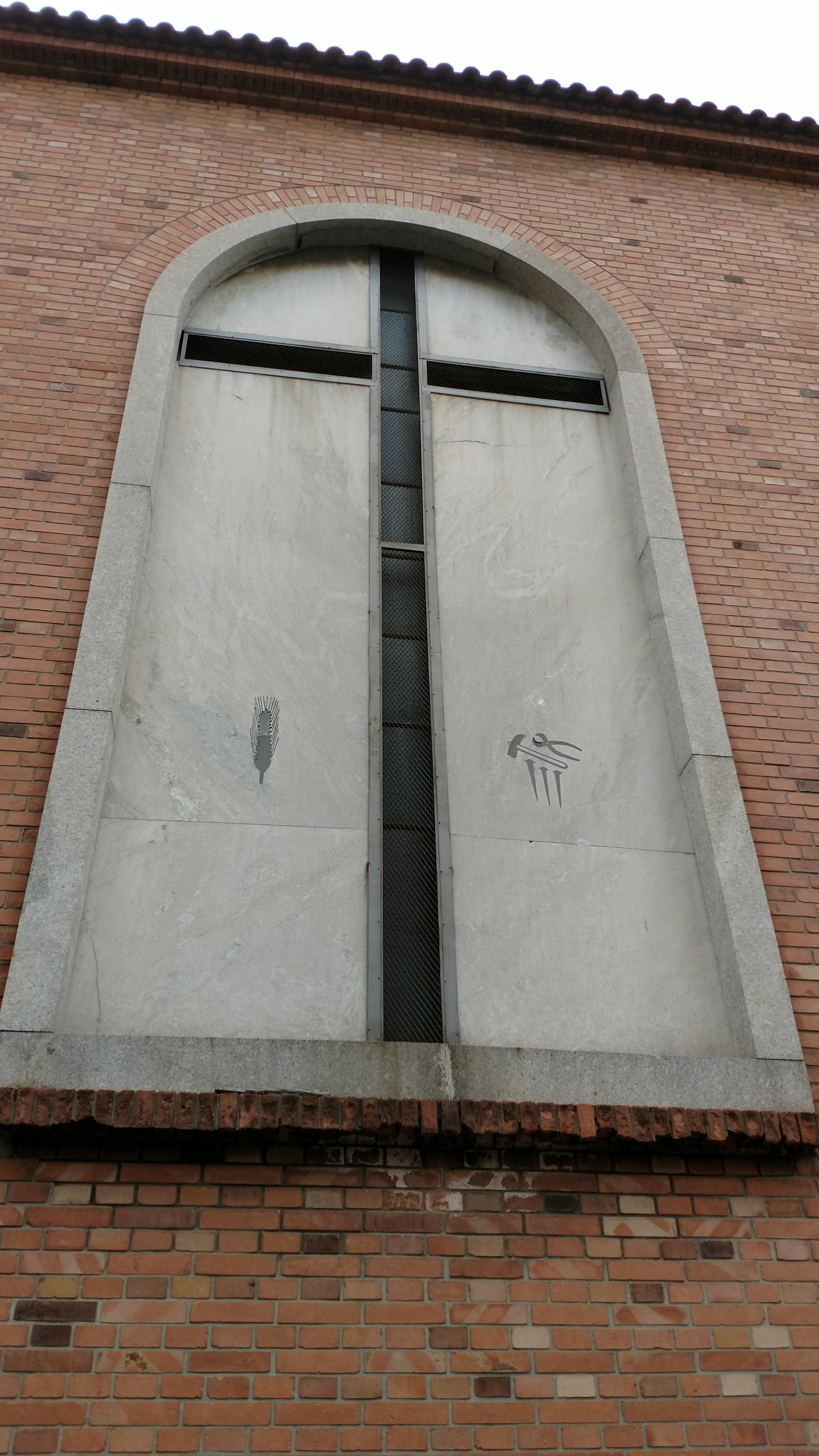
Detalhe de uma das janelas laterais direitas.
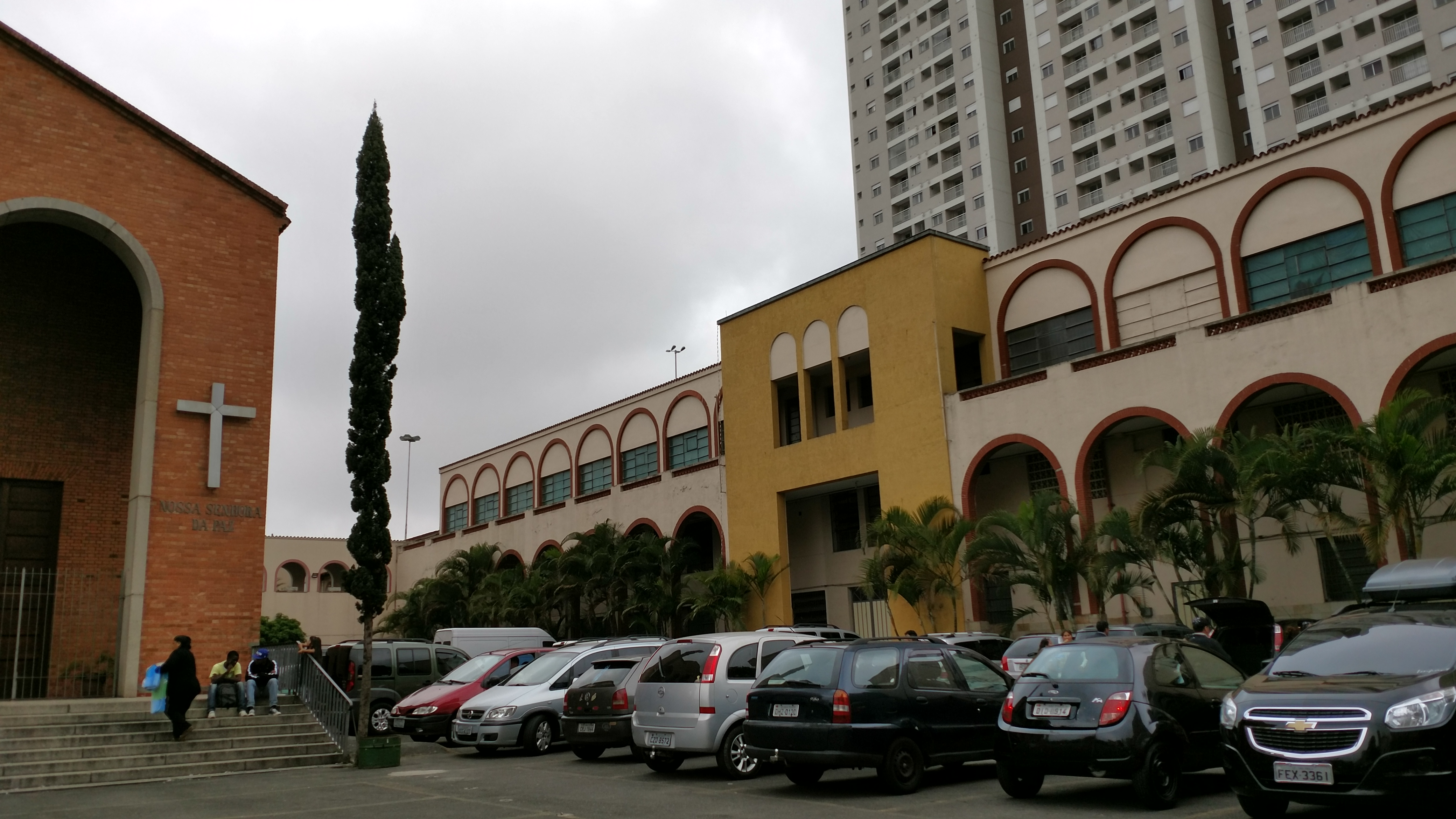
Salão da Paróquia Nossa Senhora da Paz, que se encontra ao lado direito da nave central.
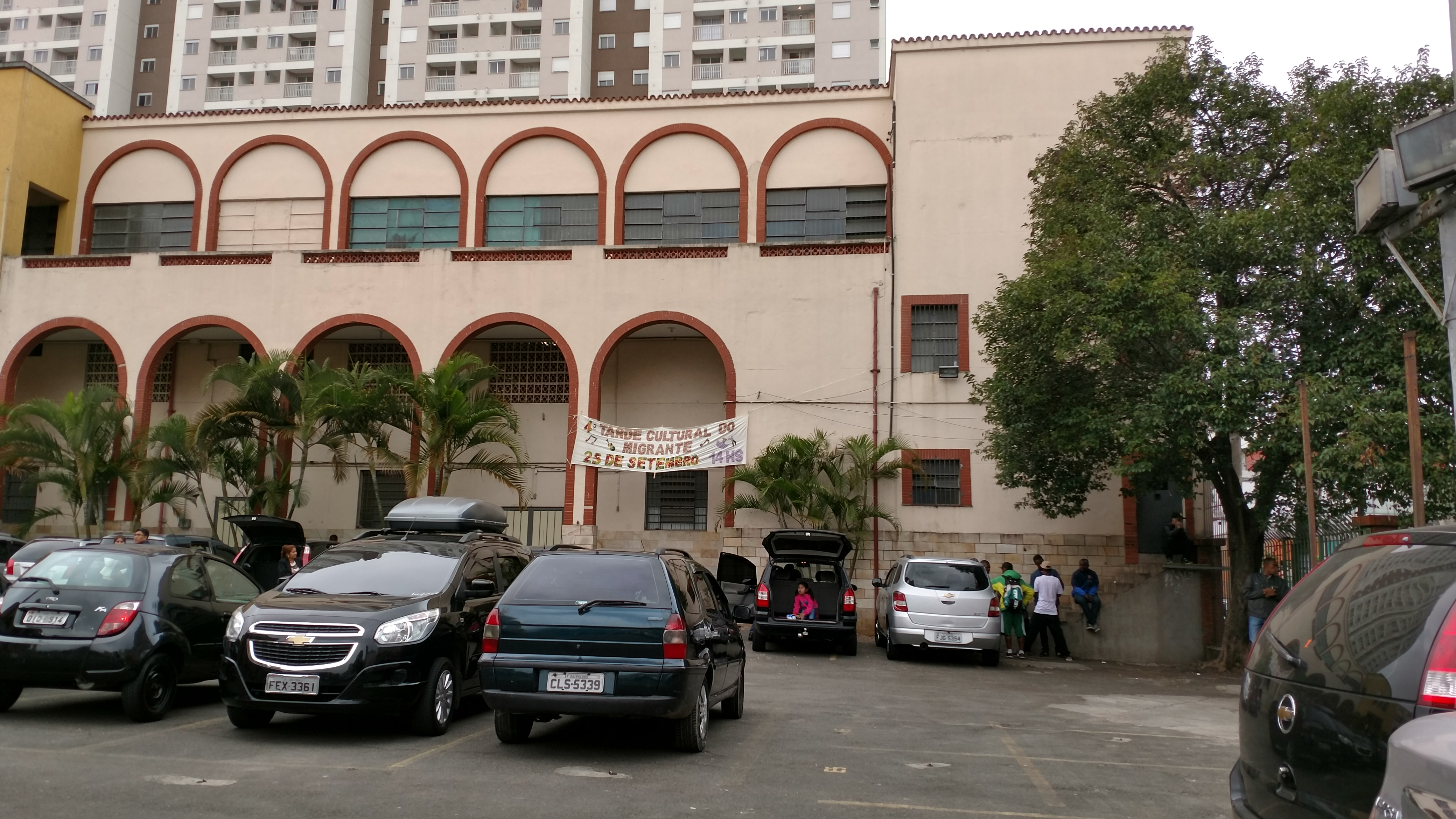
Uma parte do estacionamento e salão ao fundo da Paróquia Nossa Senhora da Paz.